# Монигетти, Ипполит Антонович
Ипполит Антонович Монигетти (итал. Ippolito Martin Florian Monighetti; 5 (17) января 1819, Москва — 10 (22) мая 1878, Санкт-Петербург) — русский архитектор и акварелист, ученик Александра Брюллова, представитель архитектурной эклектики, много работавший по заказам царской фамилии и высшей аристократии. Академик (с 1847) и профессор (с 1858) Императорской Академии художеств, действительный статский советник (1874).

## Биография
Родился в семье каменщика Антонио Монигети, родом из Бьяски (Швейцария), который жил и работал в Москве. Пройдя блестящим образом курс московского Строгановского училища технического рисования, в 1834 году поступил в воспитанники Императорской академии художеств, в которой главным его наставником по архитектуре был профессор А. П. Брюллов.
В 1839 году за проект театрального училища Монигетти награждён малой золотой медалью, но по болезни не участвовал в конкурсе на получение большой золотой медали и, выйдя из академии со званием художника XIV класса, для поправления здоровья отправился в Италию. Пробыв довольно долго в Италии и посетив после того Грецию и Восток, усердно изучал в этих странах памятники зодчества, чертил их детали и таким образом составил богатое собрание рисунков, которые по возвращении его в Санкт-Петербург в 1847 году принесли ему звание академика. Чуть позже часть этих рисунков передали в архитектурный класс академии как драгоценный материал для изучения стилей, преимущественно орнаментистики.
Строительная деятельность Монигетти по его прибытии в Россию началась с поступления его на должность главного архитектора Императорских царскосельских дворцов — сооружением грациозной турецкой бани в виде турецкой мечети на большом пруде, отделкой дворцовых цветочных оранжерей, устройством двух мостиков в парке Царского Села и постройкой нескольких барских дач в этом городе. Затем им были выстроены в Петербурге дома для графа Н. Н. Новосильцева, графини М. П. Апраксиной, князя М. С. Воронцова (на Мойке), графа П. С. Строганова (на Сергиевской (теперь Чайковского) улице), госпожи Ниротморцевой и других.
В 1858 году, получив профессорский титул как художник, уже заслуживший почётную известность, Монигетти занялся возведением по своим проектам различных зданий на императорской даче в Ливадии в Крыму, в том числе необыкновенно изящной церкви византийского стиля.
В 1864 году он сочинил проект православной церкви в Веве, в Швейцарии, после чего производил отделку нескольких парадных комнат Аничковского дворца в Петербурге по случаю приспособления его к резиденции наследника цесаревича, впоследствии императора Александра Александровича (здесь особенно удачно декорированы лестница во вкусе Людовика XVI, гостиная во вкусе Людовика XIV и библиотека в позднероманском стиле).
1869—1873 гг. — по поручению Морского министерства Монигетти был занят внутренним убранством императорских яхт «Держава» и «Ливадия», представлявших чудеса комфорта и роскоши.
Дальнейшие его работы состояли в постройке барского дома в курском поместье князя В. И. Барятинского, возобновлении императорского дворца в Скерневицах близ Варшавы и составлении проекта здания для Политехнического музея в Москве. Окончить последний из этих трудов художнику не позволила тяжкая болезнь, сведшая его в могилу.
Монигетти был отличный архитектор-практик, но он оставил по себе память в истории русского искусства преимущественно как орнаментист и сочинитель рисунков для художественно-промышленных производств. По этой части он трудился с особенной любовью, почти беспрерывно, снабжая русских мастеров и фабрикантов рисунками для их изделий и сочиняя для возводимых им дворцов и церквей чертежи различной утвари, согласной с характером и стилем этих зданий. Своим примером он возбуждал в молодых художниках охоту работать в том же направлении и образовал группу учеников, подобно ему способствовавших новейшим успехам русской орнаментистики.
Похоронен на Шуваловском кладбище в Санкт-Петербурге.

## Постройки

### Санкт-Петербург
- Набережная Обводного канала, д.№ 155 — особняк Тимофея Дылёва. 1849.
- Улица Некрасова, д.№ 28 — особняк С. А. Трубецкой. Расширение. 1851. (Перестроен).
- Гороховая улица, д.№ 9 — Малая Морская улица, д.№ 12 — доходный дом Жеребцовой. 1852—1854. (Надстроен).
- Набережная реки Мойки, д.№ 106 — особняк М. В. Воронцовой. Перестройка. 1856—1857. (Частично перестроен). Проект дачи княгини Юсуповой в Царском Селе
- Улица Чайковского, д.№ 11/Моховая улица, д.№ 2 — особняк П. С. Строганова. 1857—1859. (Расширен и надстроен).
- Набережная реки Мойки, д.№ 94 — отделка интерьеров Юсуповского дворца. 1858—1860. (Частично переделаны).
- 1860-е — надгробный памятник Н. Ф. Щербины. Некрополь мастеров искусств, Александро-Невская лавра.
- Набережная Лейтенанта Шмидта — памятник И. Ф. Крузенштерну и пристань, 1870—1873, скульптор И. Н. Шредер.
- Невский проспект, д.№ 39 — отделка интерьеров и устройство зимнего сада в Аничковом дворце. 1874—1875. (Перестроены).

### Царское Село
- Турецкая баня (Царское Село), 1850—1852 — павильон в Екатерининском парке.
- Дача Зинаиды Юсуповой, 1856—1859 (реконструирована в 1909—1911 годах А. П. Вайтенсом)[5].